# Maria Cristina Perugia
Maria Cristina Perugia detta Chicca (Roma, 3 settembre 1952) è una politica italiana.

## Biografia
Figlia del produttore cinematografico Luciano Perugia, da sempre è soprannominata Chicca. Laureata in Architettura a La Sapienza di Roma, nel 1991 aderisce a La Rete di cui diventa la coordinatrice cittadina di Roma nel 1993. Nel 2002 viene eletta Segretaria della Federazione di Roma del Partito della Rifondazione Comunista, ed entra nell'esecutivo nazionale del partito.
Alle elezioni politiche del 2006 è stata eletta alla Camera dei deputati nella circoscrizione Lazio I. È stata membro della Giunta per le elezioni e della Commissione ambiente e territorio della Camera dei deputati.
Dopo le Elezioni politiche del 2008 non viene rieletta in Parlamento a causa del cattivo risultato elettorale de La Sinistra l'Arcobaleno.
Successivamente fa parte del Coordinamento Nazionale di Sinistra Ecologia e Libertà.